# Naujan
Naujan (Bayan ng Naujan) är en kommun i Filippinerna. Kommunen ligger på ön Mindoro, och tillhör provinsen Oriental Mindoro. Folkmängden uppgår till 83 892 invånare.

## Barangayer
Naujan är indelat i 70 barangayer.
| - Adrialuna - Antipolo - Apitong - Arangin - Aurora - Bacungan - Bagong Buhay - Bancuro - Barcenaga - Bayani - Buhangin - Concepcion - Dao - Del Pilar - Estrella - Evangelista - Gamao - General Esco - Herrera - Inarawan - Kalinisan - Laguna - Mabini - Andres Ilagan - Paksiw | - Mahabang Parang - Malaya - Malinao - Malvar - Masagana - Masaguing - Melgar A - Melgar B - Metolza - Montelago - Montemayor - Motoderazo - Mulawin - Nag-Iba I - Nag-Iba II - Pagkakaisa - Paniquian - Pinagsabangan I - Pinagsabangan II - Pinahan - Poblacion I (Barangay I) - Poblacion II (Barangay II) - Poblacion III (Barangay III) - Sampaguita | - San Agustin I - San Agustin II - San Andres - San Antonio - San Carlos - San Isidro - San Jose - San Luis - San Nicolas - San Pedro - Santa Isabel - Santa Maria - Santiago - Santo Nino - Tagumpay - Tigkan - Melgar B - Santa Cruz - Balite - Banuton - Caburo - Magtibay - Paitan - Puwitan |